# Jean-Emmanuel Jobez
Jean-Emmanuel Jobez est un homme politique français né le 2 novembre 1775 à Morez (Jura) et décédé le 9 octobre 1828 à Lons-le-Saunier (Jura).

## Biographie
Il est issu d'une famille originaire de Bellefontaine, son aïeul Joseph Jobez (1674-1758) étant laboureur, avec le statut de serf. Symbole de leur ascension sociale dans le commerce d'horlogerie, les Jobez obtiennent en 1778 leur affranchissement de la mainmorte personnelle pour une somme de 300 livres. Dans les années 1780, Claude Étienne Jobez s'associe avec Claude-Joseph Morel, maître de forges à Bourg-de-Sirod. Les Jobez deviennent maître de forges (forges à Bourg-de-Sirod, à Syam et forges de Rochejean et de Baudin, dans le Jura) et font figure de dynastie dans la région. 
Maître de forges, maire de Morez, Jean-Emmanuel Jobez est député du Jura pendant les Cent-Jours, en 1815, de 1815 à 1824 et en 1828, siégeant avec les modérés, au centre gauche. Il est le père d'Alphonse Jobez, député.

## Sources
- « Jean-Emmanuel Jobez », dans Adolphe Robert et Gaston Cougny, Dictionnaire des parlementaires français, Edgar Bourloton, 1889-1891 [détail de l’édition]
- Annie Gay, Les Jobez: maîtres de forges jurassiens au XIXe siècle, Yens-sur-Morges, Cabédita, coll. « Familles et tradition », 2002, 191 p. (ISBN 978-2-882-95347-6, OCLC 469956252).